# Amphiura atlantica
Amphiura atlantica är en ormstjärneart som beskrevs av Ljungman 1867. Amphiura atlantica ingår i släktet Amphiura och familjen trådormstjärnor. Inga underarter finns listade i Catalogue of Life.